# Barcarrota
Barcarrota är en ort och kommun i provinsen Badajoz i den autonoma regionen Extremadura i västra Spanien. Orten ligger cirka 41,5 kilometer sydost om Badajoz. Kommunen har 3 473 invånare (2024), på en yta av 136,11 km².